# 楚江
楚江，又称为“流沙河”，全长48千米，流域面积412平方千米，是沩江第二大支流。

## 地理
楚江的源头在龙田镇东南扇子排北麓的黄泥村，沿途流经青山桥镇，流沙河镇，老粮仓镇等主要镇。支流为草冲河、阳华江等21条河流，楚江在横市镇汇入沩江。